# Kecamatan Geuredong Pase
Kecamatan Geuredong Pase (indonesiska: Geuredong Pase) är ett distrikt i Indonesien.   Det ligger i provinsen Aceh, i den västra delen av landet, 1 700 km nordväst om huvudstaden Jakarta.